# Верджил Ортіс — Фредерік Ловсон
Бій Верджил Ортіс — Фредерік Ловсон (англ. Vergil Ortiz Jr vs Fredrick Lawson) — професійний боксерський поєдинок між Верджилом Ортісом і Фредеріком Ловсоном. Бій відбувся 6 січня 2024 року у Virgin Hotels Las Vegas в Лас-Вегасі (Невада, США). Верджил Ортіс здобув перемогу технічним нокаутом в першому раунді. Для нього, 100-відсоткового нокаутера, бій став першим з серпня 2022 року.

## Передумови
Верджил Ортіс (19–0, 19 KO) у 2023 році повинен був провести бій проти Еймантаса Станіоніса за титул WBA Regular у напівсередній вазі, який належав литовцю. Боксери повинні були зійтися між собою 18 березня, проте перенесли поєдинок на 29 квітня через екстрену апендектомію у Станіоніса. 29 квітня бій також не вдалося провести. На цей раз в Ортіза за декілька тижнів до поєдинку виявили рабдоміоліз. У 2022 році через таку саму проблему в американця довелося переносити бій проти Майкла Маккінсона.
Бій Ортіза проти Станіоніса запланували провести 8 липня, проте за декілька днів до івенту команда Ортіза скасувала його. За однією з версій Верджил під час тижню бою втратив свідомість під час зрізу ваги, в той час як за іншою версією причиною знову став рабдоміоліз. Після дискусій з командою, Ортіз вирішив перейти до першої середньої вагової категорії.
Фредерік Ловсон (30–3, 22 KO), уродженець Аккри, провів останній бій 29 квітня 2023 року, коли здолав одностайним рішенням Естевана Вільялобоса в карді івенту, у якому повинні були провести поєдинок Ортіс та Станіоніс. 34-річний боксер здобув 3 перемоги в останніх 4 поєдинках, поступившись у 2019 технічним нокаутом Чарльзу Гетлі.

## Час початку
Бій розпочався о 5:15 за київським часом.

## Транслятори
Трансляція поєдинку пройшла на потоковому мультимедіа DAZN.

## Перебіг поєдинку
Протягом початку першого раунду Фредерік Ловсон атакував суперника джебами. В середині трихвилинки Ортіс провів контратаку лівим хуком і продовжив штурмувати уродженця Аккри, наносивши удари по корпусу та притиснувши його до кута. Ловсон перечікував атаку Верджила за допомогою блоку, проте рефері Тоні Вікс вирішив втрутитись і достроково зупинив бій. Це спричинило хвилю невдоволення серед медіа та глядачів. За рік до цього, той самий рефері також суперечливо зупинив бій між Роландо Ромеро та Ісмаелем Барросо.